# 克瓦斯克納滕冰原島峰
72°27′S 0°20′E / 72.450°S 0.333°E
克瓦斯克納滕冰原島峰（德語：Kvassknatten），是南極洲的冰原島峰，位於毛德皇后地的瑪塔公主海岸，屬於克納特布勞塔冰原島峰的一部分，由德國探險隊拍攝照片，現時由南極條約體系管理。